# Kath Soucie
Kath Soucie, född 20 februari 1967 i Cleveland i Ohio i USA är en amerikansk röstskådespelerska. Hon har läst flera olika figurers röst i olika animerade filmer, TV-serier samt datorspel.

## Filmer (i urval)
- 1991 - Skönheten och odjuret (röst till Bimbette)
- 1991 - Det lilla blå loket (röst till Tillie och Missy)
- 1996 - Space Jam (röst till Lola Kanin)
- 1998 - The Rugrats Movie (röst till Phil, Lil och Betty DeVille)
- 2000 - Rugrats in Paris: The Movie (röst till Phil, Lil och Betty DeVille)
- 2000 - Tigers film (röst till Kängu)
- 2002 - Peter Pan i tillbaka till landet Ingenstans (röst till Lena Darling)
- 2003 - Rugrats Go Wild (röst till Phil, Lil och Betty DeVille)
- 2004 - Nasses stora film (röst till Kängu)
- 2005 - Puhs film om Heffaklumpen (röst till Kängu)
- 2012 - Röjar-Ralf (olika röster)
- 2013 - I Know That Voice (som sig själv)
- 2016 - Zootropolis (röst till unge Nick Wilde)

## TV-serier (i urval)
- 1987 - The Real Ghostbusters - (röst till Janine Melnitz i säsong 3-7)
- 1990 - Captain Planet and the Planeteers (röst till Linka)
- 1990 - Luftens hjältar (röst till Clementine Clevenger och prinsessan Lotta Lamour)
- 1990 - Tiny Toon Adventures (röst till Fifi Odeur)
- 1991 - Darkwing Duck (röst till Morgana)
- 1991 - James Bond Junior (röst till Goldie Finger, Barbella och Tiara Hotstones)
- 1991 - Rugrats (röst till Phil, Lil och Betty DeVille)
- 1993 - Sonic the Hedgehog (röst till prinsessan Sally)
- 1993 - Swat Kats (röst till Turmoil)
- 1995 - Biker Mice from Mars (röst till Harley)
- 1995 - Earthworm Jim (röst till prinsessan What's-Her-Name)
- 1996 - Casper (röst till Kat Harvey)
- 1996 - Dexters laboratorium (röst till Dexters mamma)
- 1996 - Quack Pack (röst till Kajsa Anka)
- 1997 - Pepper Ann (röst till Cissy Rooney / Mrs. Little)
- 2000 - Kurage, den hariga hunden (röst till lilla Märta)
- 2005 - 2008 - Ben 10 (röst till Edwin Smith och Tiffany)
- 2006 - W.I.T.C.H. (röst till Nerissa)
- 2006 - 2009 - Ersättarna (röst till Karen "Agent K" Daring)
- 2010 - 2013 - Scooby Doo! Mysteriegänget (röst till Nan Blake och olika rollfigurer)

## Datorspel (i urval)
- 1995 - Full Throttle (röst till Maureen)
- 2000 - Baldur's Gate II: Shadows of Amn (röst till Ellesime)
- 2003 - Final Fantasy X-2 (röst till Taro)
- 2006 - Lara Croft Tomb Raider: Legend (röst till Amanda Evert)
- 2009 - Brütal Legend (röst till Lita Halford)
- 2010 - Starcraft II: Wings of Liberty (röst till Mira Han)
- 2012 - Syndicate (röst till Dart)